# Cymbidium multiradicatum
Cymbidium multiradicatum là một loài thực vật có hoa trong họ Lan. Loài này được Z.J.Liu & S.C.Chen mô tả khoa học đầu tiên năm 2004.